# Kristina Krone
Kristina Krone (* 1990 auf Puerto Rico) ist eine amerikanisch-puerto-ricanische Skirennläuferin.

## Karriere
Krone wurde auf Puerto Rico als Kind eines US-amerikanischen Paars geboren, wodurch sie beide Staaten international vertreten kann. Sie gab ihr internationales Renndebüt am 16. Dezember 2005 in Winter Park, Colorado. Bis zur Saison 2007/08 startete sie für den US-Verband, wechselte dann jedoch zum puerto-ricanischen Skiverband.
Ihr erstes internationales Großereignis bestritt sie 2009 bereits für Puerto Rico. Bei den Weltmeisterschaften in Val-d’Isère schied sie jedoch im Riesenslalom aus, im Slalom wurde sie disqualifiziert. Sei strebt eine Teilnahme an den Olympischen Winterspielen in Vancouver im darauffolgenden Jahr an, verpasste jedoch die Qualifikation.
Ihr bestes Ergebnis bei einem internationalen Großereignis erzielte sie 2013 bei den Weltmeisterschaften in Schladming mit dem 63. Platz im Riesenslalom.
2014 erfüllte sie schließlich alle notwendigen Kriterien für eine Olympiateilnahme, wurde jedoch nicht vom Comité Olímpico de Puerto Rico nominiert.

## Erfolge

### Weltmeisterschaften
- Val-d'Isère 2009: DNF Riesenslalom, DSQ Slalom
- Garmisch-Partenkirchen 2011: 67. Riesenslalom, DNF Slalom
- Schladming 2013: 63. Riesenslalom, 71. Slalom

### Weitere Erfolge
- 5 Platzierungen unter den besten 5 bei FIS-Rennen, davon ein Podestplatz